# Ulla, min Ulla (film)
Ulla, min Ulla är en svensk film med undertiteln Ett sångspel kring Carl Michael Bellman från 1930 i regi av Julius Jaenzon.

## Om filmen
Filmen premiärvisades 27 oktober 1930 på biograf Röda Kvarn i Stockholm. Filmen spelades in i Filmstaden Råsunda med exteriörer från Hagaparken, Drottningholms slott och andra gamla Bellmansmiljöer av J. Julius. Som förlaga har man Edvin Ziedners musikverk Bellman uruppförd på Kungliga Teatern i Stockholm 22 februari 1930.

## Roller i urval
- Torsten Winge – Gustav III
- Åke Claesson – Carl Michael Bellman
- Greta Söderberg – Ulla Winblad
- Brita Appelgren – Ann-Charlotte von Stapelmohr, hovdam
- Artur Cederborgh – Elis Schröderheim, statssekreterare
- Olof Widgren – Fredman
- Arvid Petersén – fader Berg
- Arvid Erwall – Movitz
- Erland Colliander – Jergen Puckel
- Ernst Brunman – korpral Mollberg
- Otto Malmberg – Bergström
- Harald Wehlnor – Wingmark
- Hugo Lundström – Petter Nordström
- Georg Blomstedt – en gäst på värdshuset Tuppen
- Ruth Weijden – Mutter på Tuppen
- Elsa Ebbesen-Thornblad – Kajsa-Stina, servitris på Tuppen
- Valborg Svensson – Anna-Lisa, servitris på Tuppen

## Musik i filmen
- Opp Amaryllis, vakna min lilla (Fiskafänget), kompositör och text Carl Michael Bellman, instrumental.
- Hade jag sextusende daler i kvartaler, kompositör och text Carl Michael Bellman, sång Åke Claesson
- Har du något i flaskan kvar?, kompositör och text Carl Michael Bellman, sång Åke Claesson, Arvid Petersén, Olof Widgren, Erland Colliander, Arvid Erwall, Ernst Brunman och Otto Malmberg
- När ni pennan i bläckhornet doppar, kompositör och text Edvin Ziedner, sång Georg Blomstedt
- Vår Ulla låg i sängen och sov (Rörande Ulla Winblads flykt), kompositör och text Carl Michael Bellman, framförs med ny text av Edvin Ziedner av Greta Söderberg
- Ren calad jag spår och tror (Rörande kortspelet på Klubben), kompositör och text Carl Michael Bellman, sång Åke Claesson, Greta Söderberg, Harald Wehlnor och Ernst Brunman
- Hör, i Orphei drängar (Till poeten Wetz. Klingar väl på alla instrumenter, men i synnerhet vid knäppning på basfiol), kompositör och text Carl Michael Bellman, sång Åke Claesson
- Menuett (Bellman), kompositör Carl Michael Bellman, instrumental.
- Fjäriln vingad syns på Haga (Haga), kompositör och text Carl Michael Bellman, sång Åke Claesson
- O, mäktige Febus, kompositör och text Edvin Ziedner, sång Åke Claesson och okänd kvinnlig sångare.
- Gråt, fader Berg, och spela (Elegi över slagsmålet på Gröna Lund), kompositör Carl Michael Bellman, sång Åke Claesson
- Undan ur vägen, se hur profossen med plymager ( Rörande Mollbergs paradering vid korporal Bomans grav), kompositör Carl Michael Bellman, sång Åke Claesson
- Vila vid denna källa (Oförmodade avsked, förkunnat vid Ulla Winblads frukost en sommarmorgon i det gröna), kompositör och text Carl Michael Bellman, sång Åke Claesson
- Blåsen nu alla, kompositör och text Carl Michael Bellman, sång Åke Claesson
- Ack hör ett roligt giftermål (Bacchi bröllop), kompositör och text Carl Michael Bellman, sång Greta Söderberg
- Se goddag min vän, min frände (Till buteljen), kompositör och text Carl Michael Bellman, sång Ernst Brunman, Olof Widgren, Arvid Erwall, Arvid Petersén och Erland Colliander
- Fader Berg i hornet stöter (Till en och var av systrarna, men enkannerligen till Ulla Winblad), kompositör och text Carl Michael Bellman, sång Åke Claesson, dans Greta Söderberg
- La marche du sacre, ur Le prophète (Kröningsmarsch, ur Profeten), kompositör Giacomo Meyerbeer, instrumental.
- Fäll dina ögon och skäms nu, din tossa! (Rörande sista balen hos Frömans i Hornskroken), kompositör och text Carl Michael Bellman